# Linie M4 (Metró Budapest)
Die Linie M4 der Metró Budapest ist die vierte und jüngste Linie der U-Bahn der ungarischen Hauptstadt.

## Aufbau
Die M4 ist eine völlig neu gebaute U-Bahn-Linie, die die beiden Stadtteile Buda und Pest durch einen Tunnel unter der Donau verbindet. Ihr erster Abschnitt, die 7,4 km lange Strecke zwischen den Fern-Bahnhöfen Kelenföld und Keleti pályaudvar, ging nach etwa zehn Jahren Bauzeit am 28. März 2014 in Betrieb. Insgesamt umfasst sie derzeit zehn U-Bahnhöfe, an je einem gibt es Umsteigemöglichkeiten zu den bereits bestehenden Linien M3 (U-Bahnhof Kálvin tér) beziehungsweise M2 (U-Bahnhof Keleti pályaudvar). Die M4 soll an beiden Enden noch erweitert werden und schließlich eine Länge von 12,7 km aufweisen. Die ursprünglichen Planungen sahen vor, dass die Linie im Norden bis nach Bosnyák tér verlängert werden soll. Neuere Planungen aus dem Jahr 2014 sehen jedoch an Stelle der Verlängerung der U-Bahn eine Straßenbahn nach Újpalota vor. Diese würde gleichzeitig die im Jahr 1997 eingestellten Straßenbahnlinien 44 und 67 ersetzen.
Ihre Kennfarbe ist Grün.

## Betrieb
Für die M4 ist ein vollautomatischer Betrieb ohne menschlichen Fahrer vorgesehen. In einer Pilotphase sind vorerst Fahrer mit der Möglichkeit zum manuellen Eingriff an Bord der Züge. Eingesetzt wird Rollmaterial von Alstom.

## Baukosten
Die Kosten für den Bau der M4 werden mit 452 Milliarden Forint, umgerechnet etwa 1,47 Milliarden Euro, angegeben. Davon trug die Europäische Union etwa 181 Milliarden Forint.

## Galerie

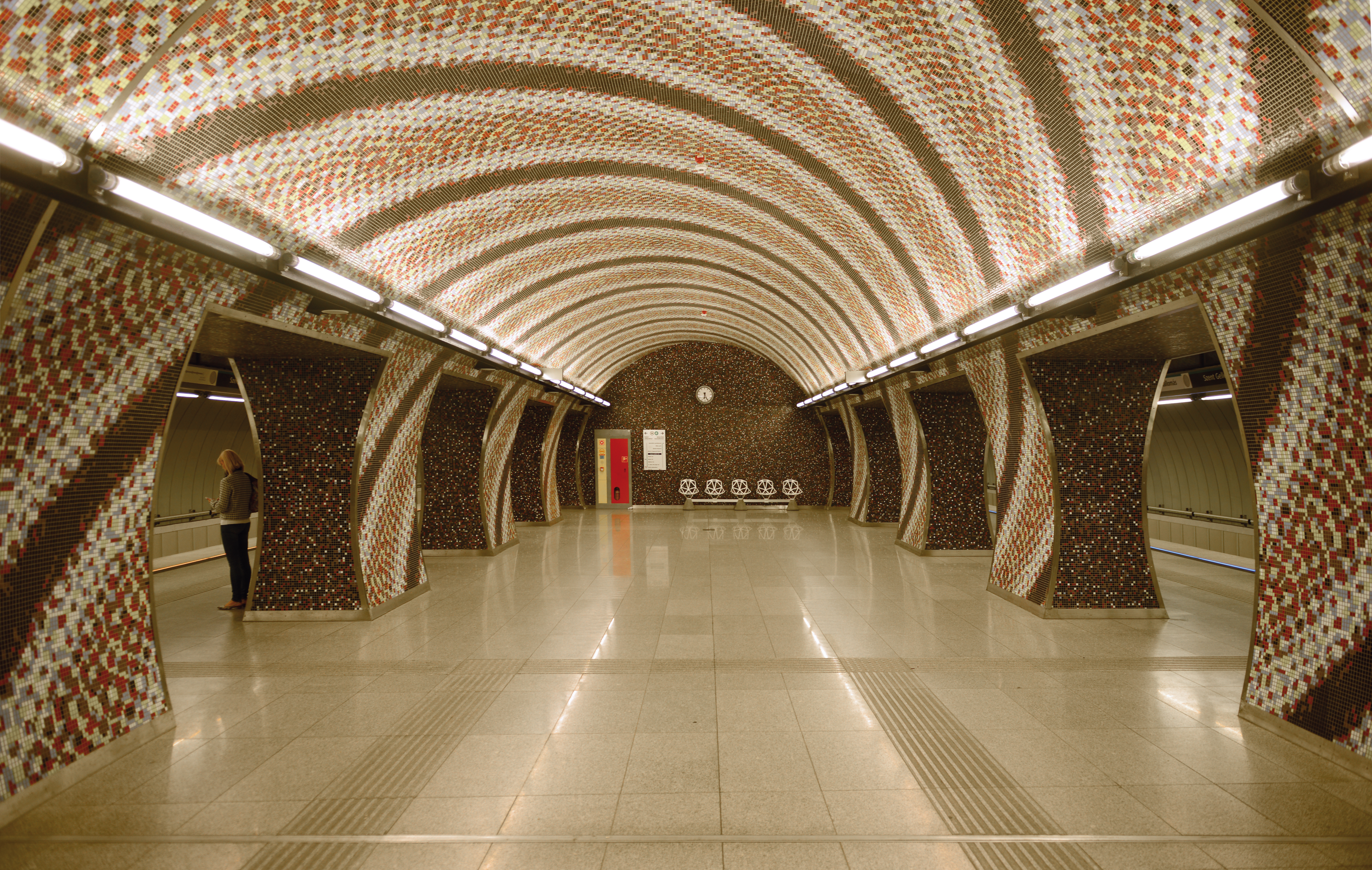
Station Szent Gellért tér – Műegyetem 2014
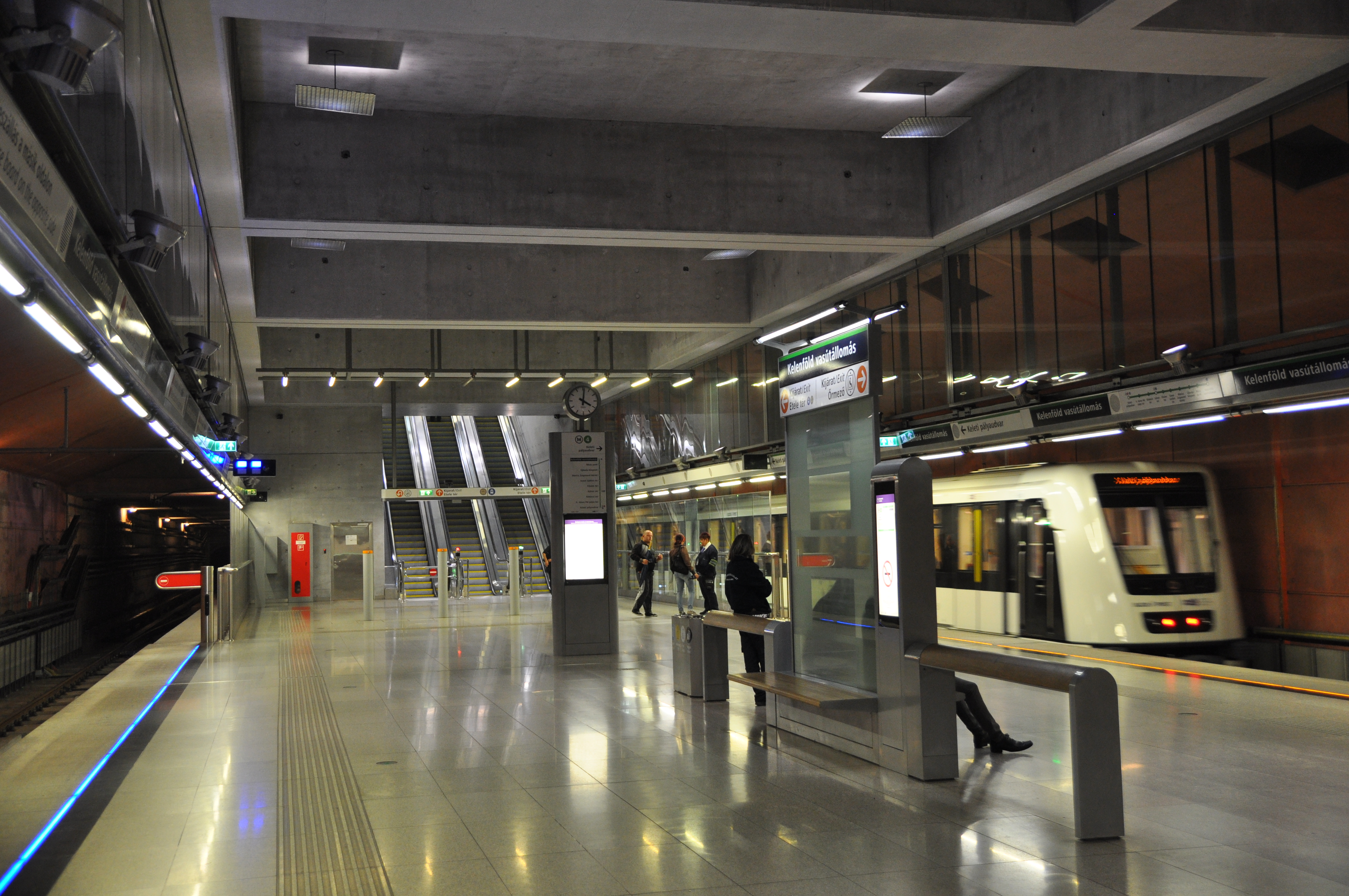
Station Kelenföld vasútállomás 2016